# Liolaemus chaltin
Espèce
Statut de conservation UICN

 LC  : Préoccupation mineure
Liolaemus chaltin est une espèce de sauriens de la famille des Liolaemidae.

## Répartition et habitat
Cette espèce se rencontre en Bolivie et dans la province de Jujuy en Argentine. On la trouve entre 3 400 et 3 750 m d'altitude. Elle vit sur les affleurements de la puna avec des fragments de forêts de Polylepis.

## Description
C'est un saurien ovipare.

## Publication originale
- Lobo & Espinoza, 2004 : Two New Liolaemus from the Puna Region of Argentina and Chile: Further Resolution of Purported Reproductive Bimodality in Liolaemus alticolor (Iguania: Liolaemidae). Copeia, vol. 2004, no 4, p. 850–867 (texte intégral).